# Rambahan
Rambahan is een bestuurslaag in het regentschap Kuantan Singingi van de provincie Riau, Indonesië. Rambahan telt 772 inwoners (volkstelling 2010).